# Медаль «Адмирал Флота Советского Союза Н. Г. Кузнецов»
Меда́ль «Адмира́л Кузнецо́в» — ведомственная медаль Министерства обороны Российской Федерации, учреждённая приказом Министра обороны Российской Федерации № 25 от 27 января 2003 года.
Упразднена приказом Министра обороны Российской Федерации от 23 сентября 2009 № 1023, повторно учреждена приказом от 21 января 2013 года под названием: медаль «Адмирал Флота Советского Союза Н. Г. Кузнецов».

## Правила награждения
Согласно Положению, медалью «Адмирал Кузнецов» награждаются:
- военнослужащие Военно-морского флота за:
  - отличные показатели в боевой подготовке;
  - безупречную службу на кораблях, подводных лодках и на должностях лётного состава морской авиации не менее 5 лет, а в других морских воинских частях — не менее 10 лет;
  - успешное выполнение задач не менее 3 боевых служб;
  - большой личный вклад в обеспечение высокой боевой готовности кораблей, подводных лодок, летательных аппаратов и береговых воинских частей ВМФ;
  - умелое, грамотное руководство подчинённым личным составом и инициативные, решительные действия, способствовавшие успешному выполнению боевых задач кораблей, подводных лодок, летательных аппаратов в течение учебного года;
- другие лица за заслуги в укреплении боевой готовности ВМФ.

Награждение медалью производится приказом главнокомандующего Военно-морским флотом. Повторное награждение медалью не производится.

## Правила ношения
Медаль носится на левой стороне груди в соответствии с Правилами ношения военной формы одежды военнослужащими Вооружённых Сил Российской Федерации.

## Описание медали
Медаль изготавливается из металла серебристого цвета, имеет форму круга диаметром 32 мм с выпуклым бортиком с обеих сторон. На лицевой стороне медали: в центре — рельефное изображение портрета Адмирала Флота Советского Союза Н. Г. Кузнецова с левой стороны; справа в верхней части — рельефная надпись в две строки: «АДМИРАЛ КУЗНЕЦОВ»; справа в нижней части — рельефное изображение морского якоря с якорной цепью под ним. На оборотной стороне медали: в центре — рельефное изображение эмблемы Военно-Морского Флота; рельефная надпись: по кругу в верхней части — «МИНИСТЕРСТВО ОБОРОНЫ», в нижней части — «РОССИЙСКОЙ ФЕДЕРАЦИИ».
Медаль при помощи ушка и кольца соединяется с пятиугольной колодкой, обтянутой шёлковой муаровой лентой шириной 24 мм. С правого края ленты оранжевая полоса шириной 10 мм окаймлена чёрной полосой шириной 2 мм, левее — равновеликие синяя и белая полосы, разделённые между собой красной полосой шириной 2 мм.
Элементы медали символизируют:
- изображение портрета Адмирала Флота Советского Союза Н. Г. Кузнецова — выдающиеся личные заслуги Н. Г. Кузнецова по поддержанию высокого уровня боевой готовности соединений и воинских частей Военно-Морского Флота;
- изображение морского якоря с якорной цепью — наиболее общий символ морской службы;
- оранжевая полоса ленты медали, окаймлённая чёрной полосой, — статус медали как ведомственной награды Министерства обороны Российской Федерации;
- синий и белый цвета полос ленты (цвета Андреевского флага) — предназначение медали для награждения военнослужащих Военно-Морского Флота;
- красная полоса — верность военнослужащих Военно-Морского Флота славным флотским боевым традициям.

## Дополнительные поощрения награждённым
- Согласно Федеральному закону РФ «О ветеранах» и принятым в его развитие подзаконным актам, лицам, награждённым до 20 июня 2008 года медалью «Адмирал Флота Советского Союза Н. Г. Кузнецов», при наличии соответствующего трудового стажа или выслуги лет представляется право присвоения звания «ветеран труда»[2].